# 27e brigade d'infanterie (Royaume-Uni)
Pour les articles homonymes, voir 27e brigade.
La 27e brigade d'infanterie (27th Infantry Brigade), était une brigade de la British Army durant la Seconde Guerre mondiale et la guerre de Corée. 
Sous le Commandement des Nations unies en Corée, la brigade était connue sous le nom de 27th British Commonwealth Brigade, (27e brigade du Commonwealth britannique), parce qu'elle comprenait des unités australienne, canadienne, indienne et néo-zélandaises. Son effectif le 1er septembre 1950 est 1 578 hommes.
Elle est dissoute en 1951 et ses formations regroupées dans la 1st Commonwealth Division créer le 28 juillet 1951.